# Eois sagittaria
Eois sagittaria är en fjärilsart som beskrevs av Pieter Cornelius Tobias Snellen 1874. Eois sagittaria ingår i släktet Eois och familjen mätare. Inga underarter finns listade i Catalogue of Life.